# Afghanistansolidaritet
Afghanistansolidaritet var en svensk förening som bildades 2002 av enskilda som ville samla och fortsätta de protester som förekom september-november året innan mot USA:s militära insatser i Afghanistan. Föreningen lades ned 2016.

## Mål
Föreningen uppgav sig arbeta för Afghanistans folk och landets rätt till självbestämmande, den var partipolitiskt och religiöst oberoende och publicerade tidskriften Afghanistan.nu med fyra nummer per år. Dess förste ordförande var översättaren och journalisten Stefan Lindgren (som under åttiotalet gav ut tre reportageböcker från Afghanistan). Årsmötet 2008 valde honom till viceordförande och Hans Söderling till ordförande. Redan på det konstituerande årsmötet 2002 valdes författaren Jan Myrdal till föreningens hedersordförande.

## Kända aktivister
Den samlande parollen vid bildandet var "USA ut ur Afghanistan!", men fokus har alltmer riktats mot den svenska militära närvaron i landet. Ett upprop som kräver att trupperna tas hem lanserades våren 2007 med bland annat tidigare försvarsminister Thage G Peterson (s) och tidigare riksdagsledamöterna Tom Heyman (m) och Birger Schlaug (mp) som initiativtagare. Uppropet publicerades med tillsammans med namnen på de första undertecknarna som fyllde två tabloidsidor på kvällstidningen Aftonbladets kultursidor. Tillsammans med föreningen Kvinnor för fred publicerades samma år en broschyr med titeln "Svenska soldater har inte i Afghanistan att göra!" (medverkade gjorde bland andra Jan Guillou, Jan Hjärpe, Eva Moberg, Cecilia Lindqvist och Maj-Britt Theorin).

## Utarmat uran och Guantanamofångar
Andra frågor föreningen exempelvis uppmärksammat är de följder användningen av utarmat uran i ammunition och bomber fått för den afghanska civilbefolkningens hälsa, den situation som väntar de från Sverige avvisningshotade afghanerna när de kommer tillbaka till hemlandet och situationen för fångarna på Guantánamobasen (Gitmo), USA:s militärbas på Kuba.

## Pris
Pia Jämtvall tilldelades 2008 föreningens nyinstiftade årliga pris "till konstnär som förtjänstfullt protesterat mot kriget i Afghanistan" för affischen "Svenska soldater ut ur Afghanistan". 

## Tidning
Afghanistan.nu var en tidskrift utgiven av Föreningen Afghanistansolidaritet med fyra nummer per år. Enligt sin programförklaring ville redaktionen nå den allmänhet i Sverige som anser att stormaktsövergrepp är av ondo, den opinion, som redaktionen skriver, "som vänder sig mot USA:s angrepp mot Afghanistan"; ett angrepp, som redaktionen anser, ersätter folkrätt med nävrätt. Den avsåg att med sin tidskrift öppna ett forum för debatt om de utmaningar solidaritetsarbetet sod inför. 
Tidskriften har sedan 2002 publicerat artiklar om både äldre historia och kultur och om den aktuella situationen i landet.